# 현정은 (1955년)
현정은(玄貞恩, 1955년 1월 26일 ~ )은 대한민국의 기업인이다. 현재 현대그룹의 회장을 맡고 있다.

## 학력
- 경기여자고등학교 졸업
- 이화여자대학교 사회학 학사
- 이화여자대학교 대학원 사회학 석사
- 1993년 페어레이디킨슨대학교 대학원 인간개발학 석사

## 주요경력
- 1983 ∼ 1998: 걸스카웃 연맹 국제분과위원, 중앙육성위원
- 1988 ∼ 1991: 대한 여학사협회 재정분과위원
- 1998 ∼ 2007: 걸스카웃 연맹 중앙본부 이사
- 1999 ∼ 현재: 대한적십자사 여성봉사 특별자문위원
- 2003 ∼ 현재: 현대그룹 회장
- 2005 ∼ 2007: 정부혁신지방분권위원회 위원
- 2006 ∼ 2008: 중앙인사위원회 인사정책자문회의 위원
- 2001.04 ~ 2019: 주한 브라질 명예 영사
- 2013.11 ~ 현재 : 서울상공회의소 부회장
- 2017.11 ~ 2025.11: 학교법인 이화학당 이사
- 2019 ∼ 현재: 민주평화통일자문회의 서울부의장

## 생애
현정은은 1955년 1월 26일에 아버지 현영원과 어머니 김문희 사이에서 4녀 중 차녀로 태어났다. 1976년 정몽헌과 결혼하여 1남 2녀를 두었다. 이후 오랫동안 전업주부로 살았다가 2003년 8월 4일에 남편 정몽헌이 대북 불법송금 사건과 관련해 조사를 받던 중 사망하면서 뒤를 이어 2003년 10월 21일에 현대그룹의 새로운 회장으로 취임하게 되었다. 이후 정상영 KCC그룹 명예회장과 경영권 다툼을 벌여 승리하며 경영난을 겪고 있던 현대그룹을 다시 정상화시켰다. 2009년 8월 16일에 현대그룹 회장 신분으로 북한의 김정일과 면담하였다. 정치인 김무성은 현정은의 외삼촌이다.

## 가족 관계
- 조부 : 현준호 (1889 ~ 1950)
- 조모 : 신종림 (1890 ~ 1952)
  - 아버지 : 현영원 (1927 ~ 2006)
  - 어머니 : 김문희 (1928 ~ )
    - 배우자 : 정몽헌 (1948 ~ 2003)
      - 장녀 : 정지이 (1977 ~ )
      - 사위 : 신두식 (1974 ~ )
        - 외손녀 : 신혜윤 (2012 ~ )

      - 차녀 : 정영이 (1984 ~ )
      - 장남 : 정영선 (1985 ~ )

    - 언니 : 현일선 (1952 ~ )
    - 형부 : 유승지 (1949 ~ )
    - 동생 : 현승혜 (1957 ~ )
    - 동생 : 현지선 (1962 ~ )

  - 외삼촌 : 김무성 (1951 ~ )
  - 외사촌  : 고윤